# Nekrolog 1595
Nekrolog
◄◄
| ◄
| 1591
| 1592
| 1593
| 1594
| 1595 | 1596 | 1597 | 1598 | 1599 | ► | ►►
Weitere Ereignisse | Allgemeiner Nekrolog 1595
Die Beschreibung der verstorbenen Person sollte so kurz wie möglich gehalten sein und nur deren signifikante Tätigkeit(en) enthalten.
Neue Namen ggf. auch unter dem Geburts- und Sterbedatum, also etwa unter 1. Januar und im Geburts- und Sterbejahr (2024) eintragen (nur bei entsprechender großer Wichtigkeit). Für Beispiele siehe die schon vorhandenen Artikel.
Außerdem über die fünf zuletzt Verstorbenen, zu denen es einen ausreichend guten Artikel für eine Präsentation auf der Hauptseite gibt, nach der todesbedingten Überarbeitung der Artikel ggf. auch unter Wikipedia Diskussion:Hauptseite informieren und sie am besten auch in den anderen Wikipedia-Sprachversionen eintragen. Tipp: Regelmäßig bei news.google.de nach „ist tot“, „gestorben“ oder „verstorben“ suchen.
Wenn eine Person gestorben ist, gibt es viele Seiten zu dieser Person in der Wikipedia, die davon auch betroffen sind und entsprechend aktualisiert werden müssen. Beispiele: Namenübersichtsseite, Geburtsjahr, Geburtsort-Seiten und viele mehr.
Wie finde ich die betroffenen Seiten?
Im Suchfeld auf der linken Seite gibt man den Suchbegriff so ein: „Vorname Nachname“. Dann klickt man auf Volltext und alle Seiten mit entsprechendem Suchtext werden aufgerufen. Hier sieht man dann schnell, wo auch das Todesjahr Sinn macht oder sogar ein Teil des Artikels angepasst werden muss. Auch hilft das „Werkzeug“ auf der linken Seite sehr gut, um solche Seiten aufzufinden: „Links auf diese Seite“. Somit ist die Wikipedia wieder aktuell in allen Bereichen! Hinweis: bei Eintragung der Kategorie „Gestorben JAHR“ wird der Missbrauchsfilter 49 ausgelöst, was jedoch nicht schlimm ist. Siehe: Spezial:Missbrauchsfilter/49
Dies ist eine Liste von im Jahr 1595 verstorbenen bekannten Persönlichkeiten. Die Einträge erfolgen innerhalb der einzelnen Daten alphabetisch sortiert. Tiere sind im Nekrolog für Tiere zu finden.

## Januar
| Tag        | Name                     | Beruf, bekannt als                                                   | Alter | Beleg |
| ---------- | ------------------------ | -------------------------------------------------------------------- | ----- | ----- |
| 2. Januar  | Barbara von Brandenburg  | Herzogin von Brieg                                                   | 67    |       |
| 4. Januar  | Michael Grass der Ältere | deutscher Jurist                                                     |       |       |
| 11. Januar | Jacob Runge              | deutscher evangelischer Theologe und Generalsuperintendent           | 67    |       |
| 16. Januar | Murad III.               | Sultan des Osmanischen Reiches (1574–1595)                           | 48    |       |
| 24. Januar | Ferdinand II.            | Erzherzog von Österreich, Landesfürst von Tirol                      | 65    |       |
| 25. Januar | Hans Rephun              | Verwaltungs- und Finanzbeamter des Markgraftums Brandenburg-Kulmbach |       |       |
| 27. Januar | Jacobus Bergemann        | deutscher Arzt, Leibarzt des Kurfürsten Joachim II. von Brandenburg  | 67    |       |

## Februar
| Tag         | Name                         | Beruf, bekannt als                                                         | Alter | Beleg |
| ----------- | ---------------------------- | -------------------------------------------------------------------------- | ----- | ----- |
| 3. Februar  | Cornelius Loos               | Priester, katholischer Theologe, Theologieprofessor und Hexentheoretiker   |       |       |
| 15. Februar | Markus Sittikus von Hohenems | Bischof von Konstanz, Kardinal                                             | 61    |       |
| 18. Februar | Jacob von Blanckenburg       | mecklenburgischer Adliger                                                  |       |       |
| 20. Februar | Ernst von Österreich         | Statthalter in Österreich sowie der Niederlande                            | 41    |       |
| 20. Februar | Hiob Magdeburg               | deutscher Theologe, Pädagoge, Kartograph und Humanist der Reformationszeit |       |       |
| 21. Februar | Robert Southwell             | englischer Jesuit, Dichter und Märtyrer                                    |       |       |

## März
| Tag      | Name                     | Beruf, bekannt als               | Alter | Beleg |
| -------- | ------------------------ | -------------------------------- | ----- | ----- |
| 3. März  | Heinrich Pantaleon       | Schweizer Arzt und Späthumanist  | 72    |       |
| 21. März | Heinrich von Bobenhausen | Hochmeister des Deutschen Ordens |       |       |

## April
| Tag       | Name                 | Beruf, bekannt als                               | Alter | Beleg |
| --------- | -------------------- | ------------------------------------------------ | ----- | ----- |
| 2. April  | Pasquale Cicogna     | 88. Doge von Venedig                             |       |       |
| 16. April | Reiner Reineccius    | deutscher Historiker                             | 53    |       |
| 18. April | Conrad Lautenbach    | deutscher Geistlicher und Schriftsteller         |       |       |
| 25. April | Torquato Tasso       | italienischer Dichter                            | 51    |       |
| 26. April | Michael Neander      | deutscher Pädagoge und Rektor                    |       |       |
| 26. April | Laevinus Torrentius  | Bischof von Antwerpen                            | 70    |       |
| 29. April | Ludovicus Episcopius | franko-flämischer Komponist, Sänger und Kleriker |       |       |
| 30. April | Albert Lemeier       | deutscher Rhetoriker und Moralphilosoph          |       |       |

## Mai
| Tag     | Name                                       | Beruf, bekannt als                                                     | Alter | Beleg |
| ------- | ------------------------------------------ | ---------------------------------------------------------------------- | ----- | ----- |
| 4. Mai  | Hugues Loubenx de Verdale                  | Großmeister des Malteserordens                                         | 64    |       |
| 4. Mai  | Balthasar Moser von Filseck und Weilerberg | Geschäftsmann, Bürgermeister von Göppingen, herzoglicher Kammermeister | 70    |       |
| 9. Mai  | Johann Friedrich II.                       | Herzog zu Sachsen                                                      | 66    |       |
| 14. Mai | Wolfgang                                   | Fürst im Fürstentum Grubenhagen (1567–1595)                            | 64    |       |
| 17. Mai | Johann Josua Löner                         | deutscher lutherischer Theologe                                        |       |       |
| 20. Mai | Martin Winter                              | deutscher Dichter und Logiker                                          |       |       |
| 21. Mai | Johann IX. von Haugwitz                    | Bischof von Meißen                                                     | 70    |       |
| 25. Mai | Valens Acidalius                           | deutscher Humanist                                                     |       |       |
| 26. Mai | Wolf Dietrich von Gemmingen                | Besitzer des Unterschlosses in Gemmingen                               | 45    |       |
| 26. Mai | Philipp Neri                               | katholischer Reformer und Heiliger                                     | 79    |       |
| 27. Mai | Gertrud von Saldern                        | brandenburgische Schulstifterin                                        | 77    |       |

## Juni
| Tag      | Name                            | Beruf, bekannt als                                                                                     | Alter | Beleg |
| -------- | ------------------------------- | --- | ----- | ----- |
| 5. Juni  | Felizian Ninguarda              | Bischof von Scala, Sant’Agata de’ Goti und Como, Bistumsverweser von Regensburg, Apostolischer Nuntius |       |       |
| 16. Juni | Morten Pedersen                 | dänischer evangelischer Theologe, Historiker und Astronom                                              | 57    |       |
| 20. Juni | Magnus Gustavsson Wasa          | schwedischer Prinz und Herzog von Östergötland                                                         | 52    |       |
| 25. Juni | William Aubrey                  | walisischer Jurist und Politiker                                                                       |       |       |
| 26. Juni | Hermann Hamelmann               | lutherischer Theologe und Historiker                                                                   |       |       |
| 29. Juni | Katharina Renata von Österreich | Erzherzogin von Österreich                                                                             | 19    |       |

## Juli
| Tag      | Name                 | Beruf, bekannt als | Alter | Beleg |
| -------- | -------------------- | --- | ----- | ----- |
| 8. Juli  | Juliana von Hanau    | Gemahlin sowohl von Graf Thomas von Salm, Wild- und Rheingraf in Kirburg als auch von Graf Hermann von Manderscheid-Blankenheim | 66    |       |
| 23. Juli | Thoinot Arbeau       | französischer Kanoniker und Choreograf                                                                                          | 76    |       |
| 25. Juli | Hieronymus vom Stein | deutscher Rechtswissenschaftler                                                                                                 |       |       |
| 26. Juli | Augustin Cranach     | deutscher Maler |       |       |

## August
| Tag        | Name                        | Beruf, bekannt als                                                                     | Alter | Beleg |
| ---------- | --------------------------- | -------------------------------------------------------------------------------------- | ----- | ----- |
| 11. August | Georg von Schönenberg       | Bischof von Worms (1580–1595)                                                          |       |       |
| 18. August | Giovanni Battista Castrucci | italienischer Kardinal                                                                 |       |       |
| 24. August | Thomas Digges               | englischer Kosmograph                                                                  |       |       |
| 24. August | Karl von Mansfeld           | spanischer und kaiserlicher General                                                    |       |       |
| 25. August | Peter Michael Brillmacher   | deutscher Jesuit                                                                       |       |       |
| 26. August | António von Crato           | portugiesischer Adliger, der sich 1580 erfolglos selbst zum König von Portugal ausrief |       |       |

## September
| Tag           | Name                                | Beruf, bekannt als                                                | Alter | Beleg |
| ------------- | ----------------------------------- | ----------------------------------------------------------------- | ----- | ----- |
| 1. September  | Balthasar Dietrich                  | Diakon und Pfarrer                                                |       |       |
| 1. September  | Elisabeth Magdalene von Brandenburg | Markgräfin von Brandenburg und Herzogin von Braunschweig-Lüneburg | 57    |       |
| 3. September  | Philipp von Nassau                  | niederländischer Militär                                          | 28    |       |
| 6. September  | Peter Ulner                         | Abt des Klosters Berge                                            | 71    |       |
| 20. September | Georg Bart                          | deutscher evangelischer Theologe und Kirchenliedverfasser         |       |       |
| 20. September | Heinrich IV. zu Castell             | deutscher Landesherr, Domherr und Diplomat                        | 70    |       |
| 22. September | Francisco Verdugo                   | militärischer Befehlshaber, Statthalter in den Niederlanden       | 58    |       |
| 28. September | Johann Kerkring                     | Ratsherr der Hansestadt Lübeck                                    |       |       |

## Oktober
| Tag         | Name                               | Beruf, bekannt als                             | Alter | Beleg |
| ----------- | ---------------------------------- | ---------------------------------------------- | ----- | ----- |
| 2. Oktober  | Moritz Heling                      | deutscher evangelischer Theologe               | 73    |       |
| 4. Oktober  | Nikolaus Gompe                     | deutscher lutherischer Theologe                |       |       |
| 5. Oktober  | Jeremias Homberger                 | deutscher lutherischer Theologe                |       |       |
| 9. Oktober  | Caspar Starcke                     | deutscher evanglisch-lutherischer Theologe     |       |       |
| 13. Oktober | Hermann Wetken                     | deutscher Jurist und Bürgermeister von Hamburg |       |       |
| 17. Oktober | Sebastian Grübel                   | Schweizer Lehrer und Theaterregisseur          |       |       |
| 18. Oktober | Alvaro de Mendaña de Neyra         | spanischer Entdecker und Seefahrer             |       |       |
| 19. Oktober | Philip Howard, 20. Earl of Arundel | englischer Adliger und Märtyrer                | 38    |       |
| 23. Oktober | Luigi Gonzaga                      | Herzog von Nevers und Rethel                   | 56    |       |

## November
| Tag          | Name                                | Beruf, bekannt als                                              | Alter | Beleg |
| ------------ | ----------------------------------- | --------------------------------------------------------------- | ----- | ----- |
| 11. November | Martin Biermann                     | deutscher Mediziner                                             | 37    |       |
| 11. November | Lambert Daneau                      | französisch-schweizerischer Geistlicher und Hochschullehrer     |       |       |
| 11. November | Georg von Graben zum Stein          | kärntnerischer Edelmann und Herr von Stein                      |       |       |
| 12. November | John Hawkins                        | englischer Seefahrer                                            |       |       |
| 23. November | Clara von Braunschweig-Wolfenbüttel | Äbtissin von Gandersheim, Herzogin von Braunschweig-Grubenhagen | 63    |       |

## Dezember
| Tag          | Name                  | Beruf, bekannt als                              | Alter | Beleg |
| ------------ | --------------------- | ----------------------------------------------- | ----- | ----- |
| 1. Dezember  | Georg Calaminus       | österreichischer Dramatiker, Lyriker und Lehrer | 46    |       |
| 4. Dezember  | William Whitaker      | englischer Theologe                             |       |       |
| 11. Dezember | Philippe III. de Croÿ | Gouverneur von Luxemburg und Ligny              | 69    |       |
| 15. Dezember | Daniel Eulenbeck      | deutscher Rechtswissenschaftler                 |       |       |

## Datum unbekannt
| Tag | Name                                 | Beruf, bekannt als                                               | Alter | Beleg |
| --- | ------------------------------------ | ---------------------------------------------------------------- | ----- | ----- |
|     | Jeremias II.                         | Patriarch von Konstantinopel (1572–1579, 1580–1584, 1587–1595)   |       |       |
|     | Marcantonio Barbaro                  | venezianischer Adliger und Diplomat, Erbauer des Palazzo Barbaro |       |       |
|     | Martín Cortés                        | Sohn des spanischen Eroberers Hernán Cortés                      |       |       |
|     | Jean Cousin der Jüngere              | französischer Maler, Bildhauer und Graphiker                     |       |       |
|     | Scipione de Tolfa                    | italienischer römisch-katholischer Geistlicher                   |       |       |
|     | Heinrich Fabricius                   | deutscher geistlicher Schriftsteller, Weihbischof in Speyer      |       |       |
|     | William Forbes, 7. Laird of Tolquhon | schottischer Grundbesitzer, 7. Laird Of Tolquhon                 |       |       |
|     | Vincenzo Gaggini                     | italienischer Bildhauer und Marmormosaizist                      |       |       |
|     | Simone Gatto                         | italienischer Kapellmeister und Komponist                        |       |       |
|     | Helena Antonia                       | belgische bärtige Hofzwergin                                     |       |       |
|     | Hans Cosmas Holzach                  | Schweizer Arzt                                                   |       |       |
|     | Marcus Jordanus                      | dänischer Kartograph und Mathematiker                            |       |       |
|     | Franciscus Lubecus                   | Chronist der Stadt Göttingen                                     |       |       |
|     | Mohammad Chodābande                  | safawidischer Schah von Iran (1578–1587)                         |       |       |
|     | Jan van der Noot                     | holländischer Dichter                                            |       |       |
|     | Kaspar von Seckendorff               | Fürstbischof zu Eichstätt                                        |       |       |
|     | Johann Spölin                        | Bürgermeister in Heilbronn                                       |       |       |
|     | Jean de Sponde                       | französischer Humanist und Dichter                               |       |       |
|     | Catherine Tishem                     | englische Gelehrte                                               |       |       |
|     | Toyotomi Hidetsugu                   | japanischer Shogun                                               |       |       |
|     | Bendicht Ulmann                      | Schweizer Buchdrucker und Buchbinder in Bern                     |       |       |